# نادي سلافن بيلوبو
نادي سلافن بيلوبو (بالإنجليزية: NK Slaven Belupo)‏ هو فريق كرة قدم من مدينة كوبريفنيتسا في كرواتيا، أُسس بتاريخ 1907، يلعب في الدوري الكرواتي الممتاز، في Gradski stadion (Koprivnica) ‏.

## وصلات خارجية
- صفحة بيانات نادي سلافن بيلوبو على موقع كووورة، تاريخ الوصول: 23 سبتمبر 2018.
- الموقع الرسمي